# Porta Solestà
Porta Solestà definita anche porta dei Cappuccini o semplicemente porta Cappuccina è una delle porte della città di Ascoli Piceno.

## Storia
Fu denominata col termine Cappuccina dal XVI secolo, poiché il commissario Angelini, nel 1544, concesse ai frati cappuccini la possibilità di edificare una chiesetta vicino alla porta.
Fu costruita nel 1230 all'inizio del Ponte Romano da cui si dipartiva un ramo secondario della via Salaria.
L'origine del nome Solestà o anche Solestaio (solis statio), secondo alcuni, deriverebbe da "Sol", poiché si ipotizza l'esistenza di un tempio dedicato a tale divinità. 
Altri individuano l'etimologia nelle parole "Sullae statio", in memoria della colonna che vi fece mettere Silla.
Fu eretta per volere di Fildesmilio da Mogliano, podestà di Ascoli, utilizzando probabilmente materiali di risulta di una preesistente porta romana.
L'iscrizione latina, in caratteri gotici, incisa sul concio di pietra immurato sulla destra ne ricorda l'edificazione: «Anni transactis ter denis mille ducentis / hanc fieri mandat Fildesmili iussio portam / qui preerat urbi quam circuit undiq(ue) flumen / hanc deus illustret qui super astra manet» «Nell'anno 1230 Fildesmilio, che presiedeva la città che d'ogni parte il fiume circonda, ordinò si edificasse questa porta. Dio, che è al di sopra degli astri, la renda gloriosa»
Un'altra iscrizione, posta più in alto, ricorda la pace e la confederazione del 1450 conclusa con la città di Fermo: «Inclitae societati asculanorum arma haec sempiterna / et firmanorum arma haec sempiterna dicata sunt MCCCCL.» 
Gli stemmi delle due città sono racchiusi nel campo dello stesso scudo, rappresentati nel blocco posto nella porzione di sinistra della parete al di sopra dell'arco.
Presente, nella centro della sommità del muro, anche un'altra lapide con 3 stemmi allineati, senza iscrizione, circondati da foglie di quercia, risalente alla prima metà del XIII secolo. Gli stemmi laterali sono composti due archi con ai lati torri di diversa altezza collegate da una galleria merlata, configurazione riferibile allo stemma di Ascoli Piceno. Al centro della pietra si trova la forma di uno scudo, ormai illeggibile, che si presume possa essere lo stemma di Fildesmilio da Mogliano.

## Struttura
L'architettura della porta è semplice e pulita, costituita unicamente da un grande e massiccio arco in blocchi squadrati di travertino a murazione liscia. Una cornice a due listelli corre orizzontalmente sulla fronte e prosegue nei fianchi e sulle facce interne dell'arco.

## Galleria d'immagini

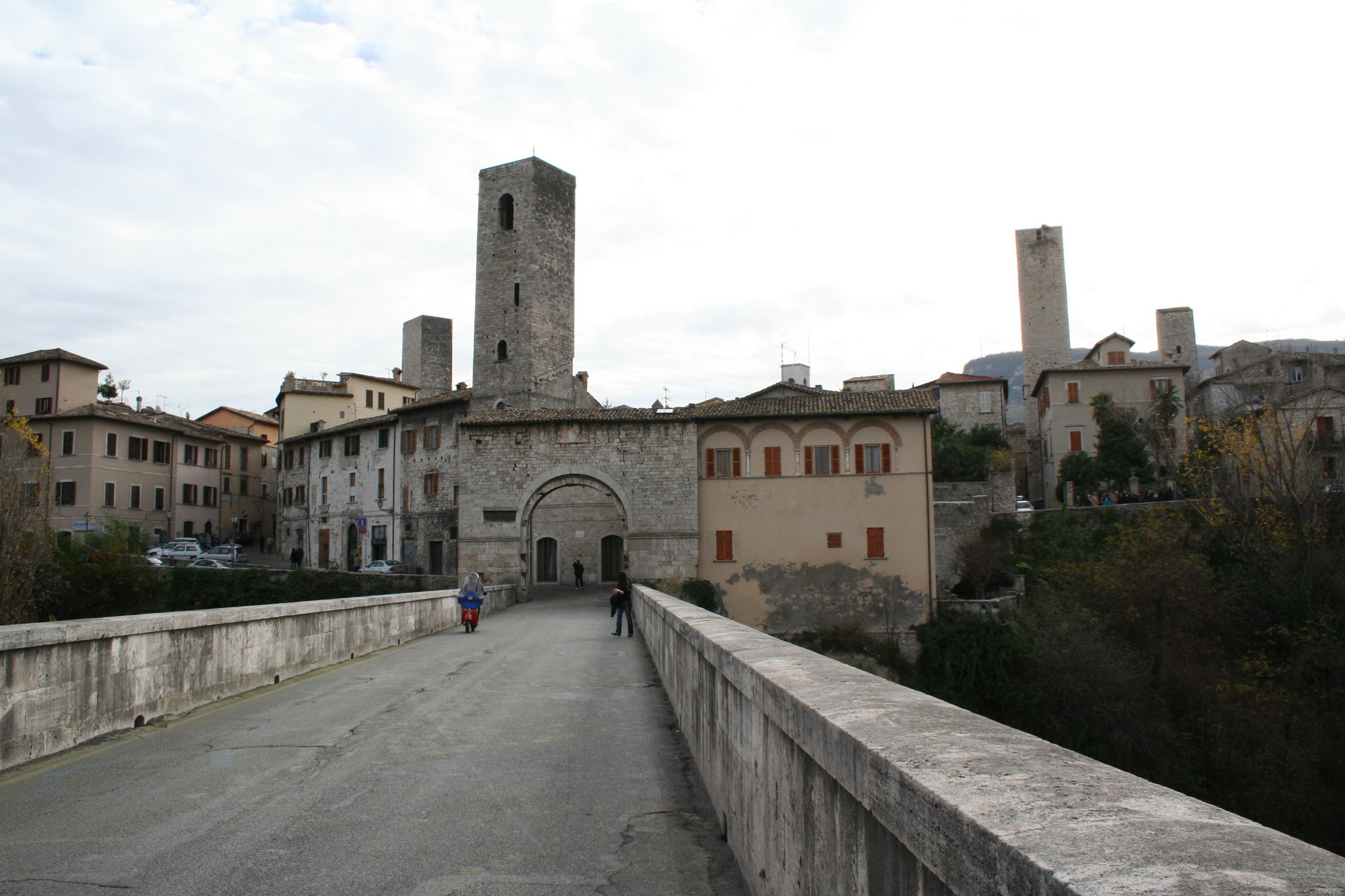
Porta Solestà ed il Ponte Romano
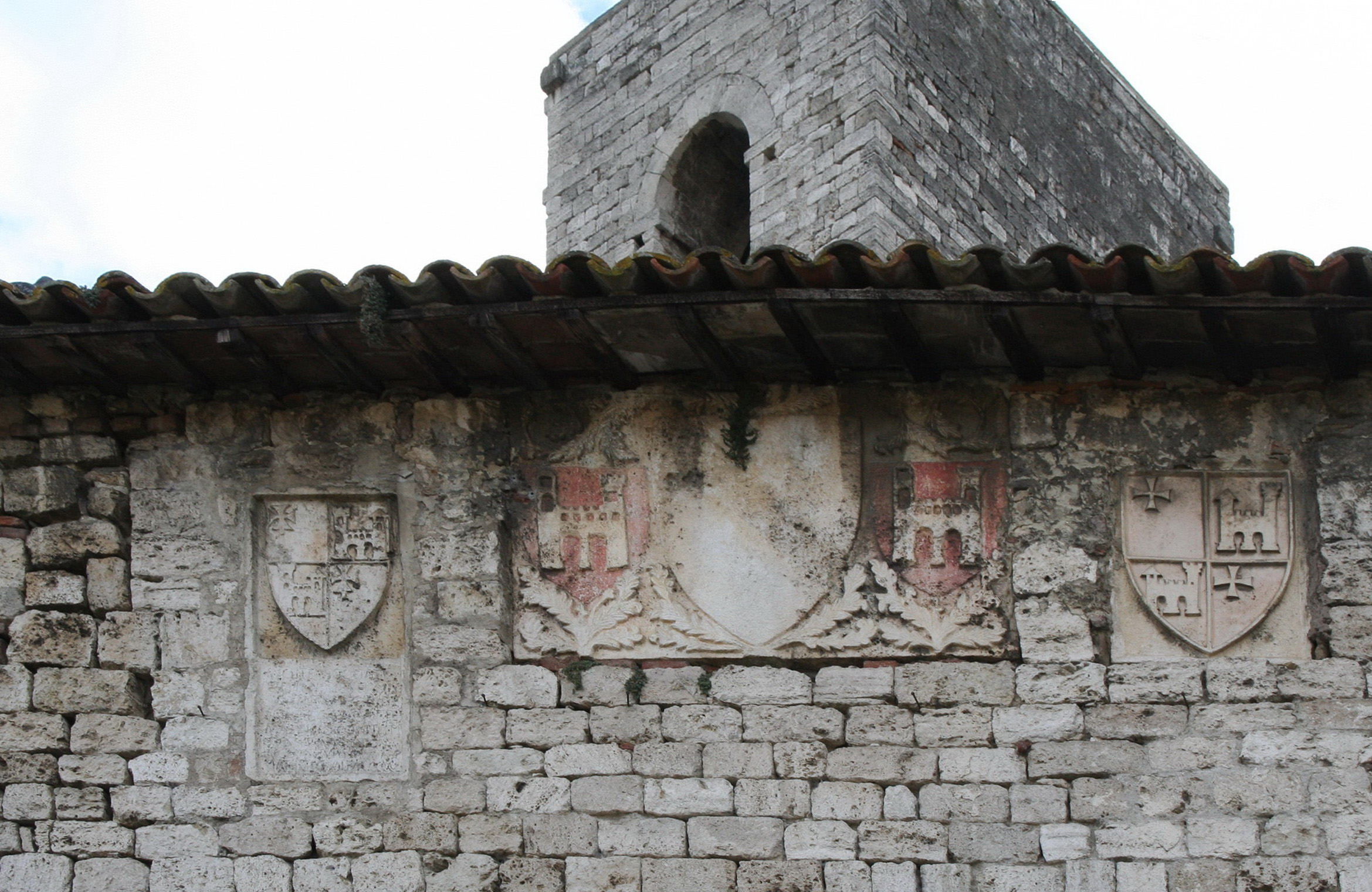
particolare della facciata, al di sopra dell'arco, di Porta Solestà recante lo stemma della città